# (29689) 1998 XY93
A (29689) 1998 XY93 a Naprendszer kisbolygóövében található aszteroida. A LINEAR projekt keretében fedezték fel 1998. december 15-én.